# Marijan Vuka
Marijan Vuka (Osijek, 10 gennaio 1980) è un ex calciatore croato, di ruolo attaccante.

## Statistiche

### Cronologia presenze e reti in nazionale
| Cronologia completa delle presenze e delle reti in nazionale ― Croazia under 20 | Cronologia completa delle presenze e delle reti in nazionale ― Croazia under 20 | Cronologia completa delle presenze e delle reti in nazionale ― Croazia under 20 | Cronologia completa delle presenze e delle reti in nazionale ― Croazia under 20 | Cronologia completa delle presenze e delle reti in nazionale ― Croazia under 20 | Cronologia completa delle presenze e delle reti in nazionale ― Croazia under 20 | Cronologia completa delle presenze e delle reti in nazionale ― Croazia under 20 | Cronologia completa delle presenze e delle reti in nazionale ― Croazia under 20 |
| Data                                                                            | Città                                                                           | In casa                                                                         | Risultato                                                                       | Ospiti                                                                          | Competizione                                                                    | Reti                                                                            | Note                                                                            |
| ------------------------------------------------------------------------------- | ------------------------------------------------------------------------------- | ------------------------------------------------------------------------------- | ------------------------------------------------------------------------------- | ------------------------------------------------------------------------------- | ------------------------------------------------------------------------------- | ------------------------------------------------------------------------------- | ------------------------------------------------------------------------------- |
| 20-10-1999                                                                      | Novaglia                                                                        | Croazia under 20                                                                | 0 – 3                                                                           | Italia under 20                                                                 | Amichevole                                                                      | -                                                                               | 51’                                                                             |
| 18-5-2000                                                                       | Križevci                                                                        | Slovenia under 20                                                               | 0 – 4                                                                           | Croazia under 20                                                                | Amichevole                                                                      | -                                                                               | 72’                                                                             |
| 21-9-2000                                                                       | Zaprešić                                                                        | Croazia under 20                                                                | 2 – 0                                                                           | Slovenia under 20                                                               | Amichevole                                                                      | -                                                                               | 60’                                                                             |
| Totale                                                                          |                                                                                 | Presenze                                                                        | 3                                                                               |                                                                                 | Reti                                                                            | 0                                                                               |                                                                                 |

## Palmarès

### Club

#### Competizioni nazionali
- Druga hrvatska nogometna liga: 1

Marsonia: 2002-2003

### Individuale
- Capocannoniere della Druga hrvatska nogometna liga: 1

2008-2009 (19 reti)